# Kimberly Corman
Kimberly Corman é uma personagem fictícia da franquia Final Destination. Interpretada por A. J. Cook, ela é a protagonista de Final Destination 2. Ela é uma estudante universitária de White Plains, Nova lorque, e é uma dos sobreviventes do acidente de trânsito na Rota 23.
Kimberly havia se afogado, mas foi ressuscitada posteriormente, tornando-se o único caso conhecido (como revelado em Final Destination: Bloodlines em que alguém conseguiu sobreviver estando na lista da Morte. Isso ocorreu depois que William Bludworth informou Kimberly pela primeira vez que apenas uma "nova vida" poderia derrotar a Morte.

## História da personagem

### História de fundo
Kimberly nasceu em White Plains, Nova lorque, filha de Michael Corman. Ela é muito próxima de seu pai, especialmente depois da morte da mãe durante um roubo de carro. Kimberly continua a se culpar pelo que aconteceu, pois ficou longe da mãe em uma loja de eletrodomésticos para assistir a um noticiário sobre o aparente suicídio de Tod Waggner. Sua mãe foi baleada em seu carro quando ele foi sequestrado por bandidos de rua. Kimberly está cursando a faculdade com seus amigos Shaina McKlank, Dano Estevez e Frankie Whitman, e originalmente iria passar as férias de primavera com eles em Daytona Beach, Flórida.

### Final Destination 2
No filme, Kimberly decidiu pegar a Rota 23 como um atalho para a Flórida. Enquanto dirige, ela tem uma visão sinistra de um acidente na rodovia causado pelo descarrilamento de um caminhão de toras; no final da visão, um caminhão misterioso que surge do nada bate em seu carro. Após a premonição, ela para o carro de lado para evitar que outros motoristas sigam adiante. Kimberly e alguns outros motoristas observam atentamente os veículos à frente se chocarem uns contra os outros e explodirem na rodovia. Para sua surpresa, outro caminhão (o mesmo que a matou no final de sua visão) bate em seu SUV com seus amigos ainda dentro, matando-os, enquanto ela é resgatada pelo policial Thomas Burke. Kimberly e os outros sobreviventes são posteriormente interrogados pelo policial Burke, com Kimberly explicando que sua visão é semelhante à visão de Alex Browning e que agora estão todos na lista da Morte. Os sobreviventes desconsideram isso até o sobrevivente Evan Lewis morrer em seu apartamento mais tarde naquela noite, alarmando a todos sobre o fato de que a Morte está atrás deles. Com a ajuda de Burke, Kimberly consulta a ajuda de Clear Rivers, a última sobrevivente do voo 180, para salvar os demais. No entanto, suas tentativas não tiveram sucesso. Clear leva Kimberly e o policial Burke ao agente funerário William Bludworth, que os ajuda afirmando que uma “nova vida” pode derrotar a Morte. Kimberly percebe que a sobrevivente grávida Isabella Hudson pode salvá-los; no entanto, isso se prova falso, já que Isabella estava destinada a viver mesmo na premonição. Depois de mais duas mortes, Kimberly se sacrifica pela segurança do policial Burke, dirigindo a van em que ela estava dentro em direção a um lago, mas o policial Burke a resgata da van e a envia para o hospital próximo para se recuperar, onde ela ganha uma “nova vida” ao ser ressuscitada. Pensando que ela e o policial Burke finalmente enganaram a morte, eles vão a um piquenique com a família Gibbons, que lhes conta como seu filho Brian foi salvo da morte por Rory, um dos sobreviventes destinados a morrer. Poucos segundos depois, Brian acaba morrendo quando sua churrasqueira explode.

### Final alternativo emFinal Destination 3
Na edição bônus "Escolha Seu Destino" do DVD de Final Destination 3, um jornal aparece, revelando que Kimberly e Burke se encontraram em uma loja de ferragens e que um Camaro (pertencente a Evan) atravessou a loja, derrubando-os em um triturador de madeira próximo (pertencente a Peter Gibbons). O casaco de Kimberly estava emaranhado e foi arrastado para dentro da máquina. Burke tentou salvá-la, mas ambos foram desmembrados, e a médica que assinou seus atestados de óbito foi a Dra. Ellen Kalarjian. No entanto, a cena é confirmada como não canônica de acordo com Bloodlines.

### Final Destination: Bloodlines
Kimberly é mencionada no sexto filme. Quando Stefani Reyes e seus familiares restantes visitam William Bludworth no hospital onde ele trabalha, ele revela que uma pessoa — Kimberly Corman — conseguiu quebrar o ciclo ao abraçar a Morte por afogamento e ser ressuscitada no hospital após ser salva por seu médico.

### Literatura
A personagem Kimberly Corman aparece no romance de Nancy A. Collins e Natasha Rhodes, publicado por Black Flame. No romance, há mudanças em relação ao filme. Por exemplo, o pai de Kimberly se chama Ambrose em vez de Michael. Como no filme, tanto Kimberly quanto o policial Burke sobrevivem.

## Desenvolvimento

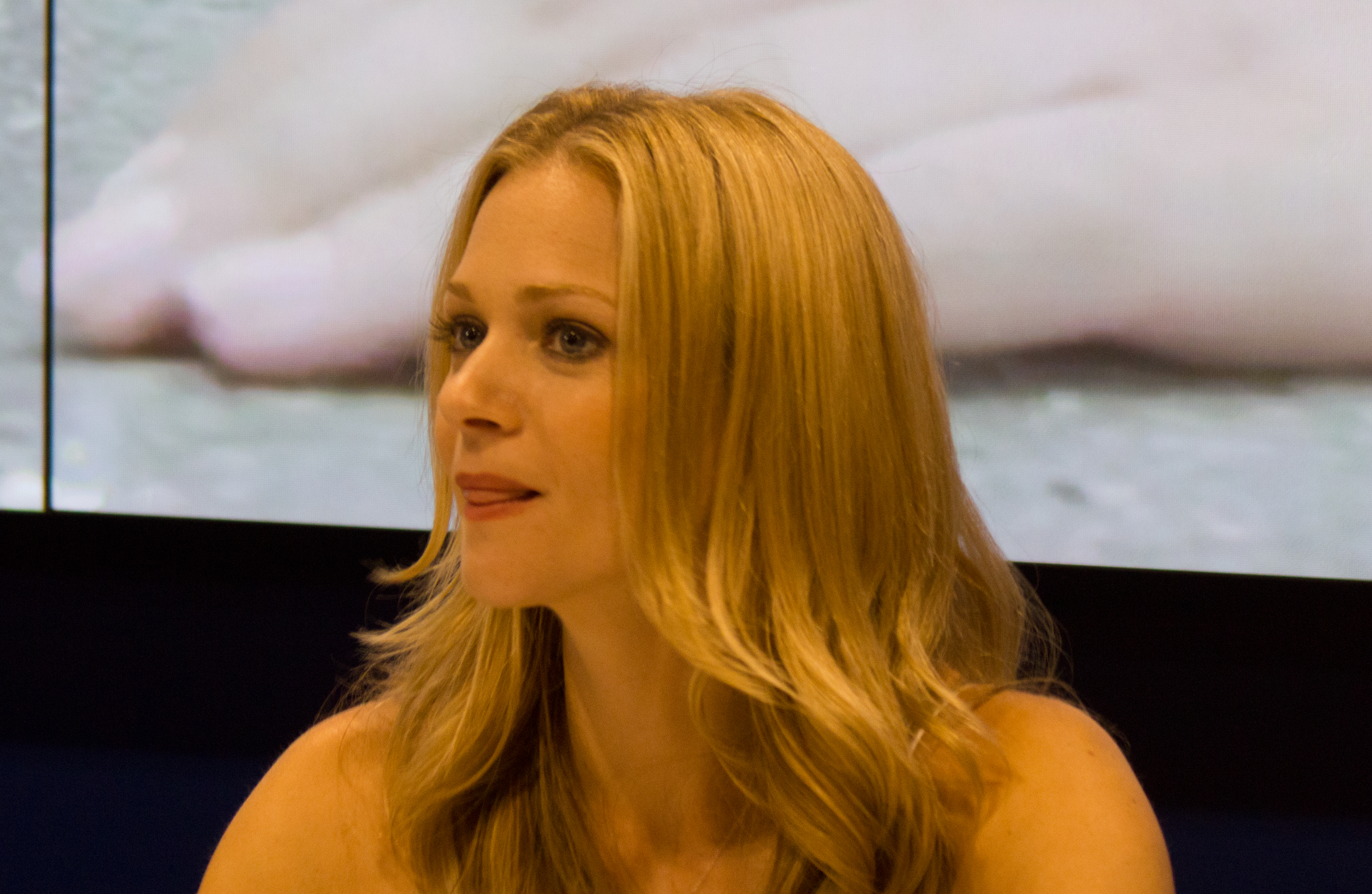
A. J. Cook interpretou Kimberly Corman em Final Destination 2.

O criador de Final Destination, Jeffrey Reddick, originalmente planejou Kimberly como uma mulher negra, mas "quando chegou à fase de roteiro, essa descrição foi removida e eles escolheram uma atriz branca". O papel de Kimberly Corman foi dado à atriz canadense A. J. Cook, que já havia estrelado o filme The Virgin Suicides, de 1999. Reddick disse que, embora achasse que ela foi "ótima no papel", ele esperava que uma atriz negra também tivesse sido considerada para o mesmo.
Cook descreveu seu papel como “uma garota bastante forte, muito determinada porque sua mãe morreu um ano mais cedo, bem na frente de seus olhos, e por isso teve que crescer rapidamente.” Cook também mencionou que “é raro encontrar uma protagonista forte em um filme de terror, ainda mais duas”. O diretor David Ellis e o produtor Craig Perry ficaram impressionados com a sensibilidade e vulnerabilidade da performance dela, e ela foi contratada instantaneamente. Ellis descreve seu papel como “uma garota que pode se divertir, porque eles estão indo em uma viagem e vão se divertir, mas também é alguém que pode enfrentar Clear, vir e desafiar Clear em uma corrida e se incomodar com Clear”. O sobrenome da personagem foi baseado no sobrenome do diretor americano Roger Corman, que dirigiu a comédia de terror The Little Shop of Horrors.
Em uma entrevista de 2020 com a Digital Spy, Craig Perry revelou que Kimberly e o policial Thomas Burke (interpretado por Michael Landes) seriam originalmente incluídos no clímax de Final Destination 3 (2006), que viu os dois personagens se cruzarem com Wendy Christensen (interpretada por Mary Elizabeth Winstead) no trem 081, encerrando efetivamente a franquia. No entanto, como um dos dois atores (Landes ou Cook) não estava disponível, eles decidiram não levar a ideia adiante. Ele também comentou: “Se não pudéssemos fazer exatamente como planejado, decidimos que era melhor não fazer. Ter apenas um deles deixaria um final aberto, o que não faria sentido no plano geral da Morte. Então, guardamos a ideia no bolso porque sabíamos que havia uma ideia realmente interessante sobre causa e efeito no mundo de Final Destination, e então ela conseguiu se encaixar perfeitamente em Final Destination 5 (2011)."

## Recepção
"Os sobreviventes do acidente na rodovia não são tão agradáveis quanto os sobreviventes do voo 180. A maioria deles é idiota ou otário, o que torna difícil se importar com suas dificuldades contra a morte. Dos novos personagens, apenas Kimberly, de A. J. Cook, desperta o mínimo de simpatia."

— Andrew Manning, da Radio Free Entertainment, diferenciando positivamente A. J. Cook do novo grupo de atores em Final Destination 2.
A performance de Cook recebeu críticas mistas entre os críticos. Robert Koehler, da Variety, disse que "as sequências vertiginosas também ajudam a superar a geralmente péssima atuação, feita por Cook, cuja compreensão embaçada de emoções trai o aparente desinteresse de Ellis por seus atores". David Grove, do Film Threat, criticou a atuação de Cook, afirmando que "ela não é uma grande atriz, mas é muito bonita" e brincou dizendo "desde quando um filme de terror sofreu por ter duas loiras burras como protagonistas" (referindo-se a Cook, que é loira natural na vida real), com a outra atriz sendo Larter com sua interpretação de Clear Rivers.
Dustin Putman comentou sobre as cenas emocionais de Cook:

“Tomando o lugar deixado por Devon Sawa como Alex, A. J. Cook (Out Cold, de 2001) é aceitável como a premonitória Kimberly, mas não evoca emoção suficiente nas cenas seguintes às mortes brutais de seus amigos próximos.”
Robin Clifford, da Reeling Reviews, afirmou que "Cook foi estridente como a catalisadora que desencadeia os eventos com suas premonições de desastre e seu desejo fervoroso de enganar o Ceifador". Brett Gallman, do Oh, The Horror!, afirmou que Cook e seu colega ator Michael Landes foram "aceitáveis como protagonistas". Alyssa Mertes Serio, da Comic Book Resources, ranqueou Kimberly como a quarta melhor personagem da franquia Final Destination, e comentou que "o tropo de filme final girl está em boas mãos com Kimberly Corman".